# Paul Waaktaar-Savoy
Paul Waaktaar-Savoy (születési nevén Pål Waaktaar Gamst) (Oslo, 1961. szeptember 6. –) norvég zenész, zeneszerző, az A-ha együttes gitárosa és dalszerzője, amely együttessel több mint 80 millió albumot adott el világszerte. Zeneszerzőként részt vett a csapat legnagyobb slágereinek (The Sun Always Shines on T.V., Hunting High and Low, Take on Me, The Living Daylights vagy a Summer Moved On) megírásában. Festőként is tevékenykedik.

## Pályafutása
Osló Manglerud kerületében nőtt fel. Morten Gamst Pedersen labdarúgó távoli rokona.
1978-ban Magne Furuholmennel (billentyűk, ének) és további három zenésztársával (Erik Hagelien és Øystein Jevanord dobosok, valamint Viggo Bondi basszusgitáros) megalapították a Bridges együttest, amely egyetlen albumot adott ki saját költségén, a Fakkeltog-ot.
Az együttes 1981-ben feloszlott, 1982-ben pedig Waaktaar és Furuholmen összeálltak Morten Harket énekessel, és megalapították minden idők egyik legsikeresebb szintipop-együttesét, az A-hát. Tíz nagylemezük jelent meg, amelyekből hozzávetőlegesen 80 millió példányt adtak el.
Feleségével Savoy néven több lemezt is készítettek.

## Magánélete
Lauren Savoy amerikai filmrendezőnő és zenész házastársa, egy gyermekük van, True August Waaktaar-Savoy (1999). Oslóban és New Yorkban élnek.

## Diszkográfia

### Bridges
- Fakkeltog (1980)

### Savoy
- Mary is Coming (1996)
- Lackluster Me (1997)
- Mountains of Time (1999)
- Reasons to Stay Indoors (2001)
- Savoy (2004)
- Savoy Songbook Vol. 1 (2007)
- See the Beauty in Your Drab Hometown (2018)

### Weathervane
- Weathervane (2011)

## Fordítás
- Ez a szócikk részben vagy egészben  a   Paul Waaktaar-Savoy című angol Wikipédia-szócikk ezen változatának fordításán alapul.  Az eredeti cikk szerkesztőit annak laptörténete sorolja fel. Ez a jelzés csupán a megfogalmazás eredetét és a szerzői jogokat jelzi, nem szolgál a cikkben szereplő információk forrásmegjelöléseként.